# Sabrina the Teenage Witch
Sabrina the Teenage Witch es una serie de cómics publicada por Archie Comics sobre las aventuras de una adolescente estadounidense ficticia llamada Sabrina Spellman. Sabrina fue creada por el escritor George Gladir y el artista Dan DeCarlo, y apareció por primera vez en Archie's Madhouse #22 (portada en octubre de 1962). También aparecen las historias de este personaje durante la escuela primaria bajo el título "Sabrina - That Cute Little Witch" en casi todos los cómics de Little Archie.
La premisa de la serie es que Sabrina vive con sus dos tías, Hilda y Zelda, ambas brujas, en la ciudad ficticia de Greendale la cual se encuentra en algún lugar cerca de Riverdale, hogar de Archie Andrews. También vive con las tres mujeres la mascota de la familia, Salem. El principal interés romántico de Sabrina es su novio mortal, Harvey Kinkle, quien como casi todos los demás mortales en el mundo de Sabrina, ignora que su novia es una bruja.
La mayoría de sus aventuras consisten en que ella intente usar sus poderes en secreto para ayudar a los demás (las brujas generalmente no pueden contarle a los mortales sus capacidades o su existencia) o lidiar con las pruebas diarias de ser una adolescente. Un tema recurrente en las historias es que aprende más sobre el uso correcto de sus poderes, ya sea a través de sus tías o de viajes a una dimensión mágica que es el hogar de varias criaturas mágicas y mitológicas, incluidas otras brujas. Se dan varios nombres a esta dimensión; los cómics de mediados y finales de la década de 2000 se refieren a este sitio como el "Reino Mágico", mientras que la comedia de imagen real llegaría a referirse al lugar como el "Otro Reino".
Los personajes del cómic también han aparecido en varios otros formatos multimedia. La comedia con actores reales en la que Sabrina descubre sus poderes a la edad de 16 años se emitió con siete temporadas en ABC y The WB. En el pasado ya había tenido una serie animada producida por Filmation Associates. Otro formato fue una serie de novelas en rústica (ver la lista a continuación) escritas por varios autores, entre ellos Nancy Holder, Diana G. Gallagher y Mel Odom, así como dos series animadas de finales de los años 1990 y principios de los 2000, establecidas en una continuidad original más cercana a la de Archie Comics donde Sabrina ya sabe acerca de sus poderes mientras está cursando la secundaria.

## Historia de la publicación
Sabrina the Teenage Witch debutó en Archie's Madhouse #22 (su logotipo a veces se leía como Archie's Mad House) con fecha de portada en octubre de 1962, creada por el escritor George Gladir y el artista Dan DeCarlo. Apareció por primera vez en la historia principal de esa antología de humor (el logotipo luego se deletreaba como "Teen-Age") y finalmente se convirtió en uno de los personajes principales de Archie Comics, apareciendo en una serie animada propia y en una serie sitcom de televisión. Gladir rememoró en 2007:

Creo que ambos lo imaginamos como un one-shot y nos sorprendimos cuando los fans nos pidieron más. Continuamos haciendo historias de Sabrina dentro y fuera de Mad House hasta 1969 cuando nos quedamos boquiabiertos al escuchar que se volvería [serie de televisión] animada. Cuando llegamos a nombrar a Sabrina decidí nombrarla por una mujer que recordé de mis días de escuela secundaria... que era muy activa en asuntos escolares y que asignó a varios de nosotros para entrevistar a personas en los medios. Además, el nombre de la mujer tenía en este un aire a Nueva Inglaterra. Algunos años después recordé que el nombre de la mujer no era Sabrina, sino en realidad Sabra Holbrook.

Sabrina hizo apariciones regulares en el cómic Archie's TV Laugh-Out. Este título se publicó de 1969 a 1985 y consistió de 106 números.
El primer volumen de Sabrina The Teenage Witch se publicó en 77 números desde 1971 a 1983. Una nueva serie de cómics "Sabrina" se presentó poco después del debut de la comedia de 1996. Esta serie tuvo 32 números entre 1997 y diciembre de 1999. La nueva serie incorporó elementos de la comedia televisiva, como las apariencias y vestimentas modernizadas de las tías, el apellido de Sabrina y la personalidad e historia de fondo del gato Salem en la que fue un brujo convertido en gato como castigo por sus intentos de dominación mundial. Al igual que en la serie de imagen real, ahora se indica que su madre es una humana común o "mortal", como las brujas se refieren a ellas, mientras que su padre es un brujo.
A partir de enero de 2000, Archie Comics reinició la serie desde el primer número, esta vez basada en la serie animada de 1999 (el último número de la serie de 1997-1999 actuó como una transición entre los dos cómics). Esta nueva serie de cómics simplemente se tituló Sabrina y duró 37 números; el número 38 publicado a fines de 2002, nuevamente actuó como un número de transición, ya que la serie fue retitulada Sabrina The Teenage Witch y retomó el entorno de la escuela secundaria convencional. Sin embargo, se conservaron elementos de la comedia de televisión (el trasfondo de Salem y las apariencias modernizadas de Hilda y Zelda) junto con el nombre de la ciudad natal de Sabrina (Greendale) de la serie animada que se incorporó a los cómics. Esta ambientación convencional duró hasta el número 57 publicado en 2004, cuando el cómic se sometió a una renovación estilo manga genérico (ver más abajo). Esta serie terminó con el número 104 en septiembre de 2009.
Ella también aparece ocasionalmente en otros cómics de Archie Comics como una conocida visitante de Archie Andrews, Betty Cooper, Veronica Lodge y Jughead Jones. En el cómic Jughead #200 (mayo de 2010), Sabrina le revela a Jughead que es una bruja, algo que se usa en una historia subsiguiente. Sabrina y Salem hacen una aparición notable en el número Archie #636 de 2012 donde Salem como recurso argumental, realiza un hechizo (sin el consentimiento de Sabrina) que intercambia el género de todos los habitantes del pueblo Riverdale sin que los personajes noten el cambio.

### Especiales
El número 28 de Sabrina, así como el Sonic Super Special Crossover Chaos, presentaba un crossover con Sonic the Hedgehog en el que Sonic fue llevado a Greendale desde Mobius por una de las enemigas de Sabrina y posteriormente le lavó el cerebro para que atacara a Sabrina. En este número se menciona que Salem es fanático de Sonic y tiene todos sus cómics e incluso miraba la infame caricatura animada Adventures of Sonic the Hedgehog.

### Versión inspirada en el manga
En 2004 el cómic fue abordado por Tania del Rio con su estilo de ilustraciones y diseños inspirados en el manga, comenzando con el número 58 (en la segunda serie de Sabrina the Teenage Witch). Paralelamente a esto, el cómic dejó de estar conectado a la serie de 1996 o la serie animada sobre Sabrina. Los cómics se lanzaron con nuevos personajes y una continuidad de trama un poco más seria. La historia del manga de Sabrina concluyó en el número 100 en 2009, aunque con algunas tramas secundarias sin resolver.
Los números del 58-61 de esta serie "rediseñada en manga" fueron reimpresos como Sabrina- The Magic Revisited. Luego, en 2013 los números del 58-67 se reimprimieron como Sabrina the Teenage Witch: The Magic Within Book 1 en escala de grises en lugar de a todo color. Sabrina the Teenage Witch: The Magic Within Book 2 que contiene los números del 68-78 también se reimprimió en escala de grises en lugar de a todo color. Los libros 3 y 4 que contienen los números del 79-89 y del 90-100 respectivamente, también se publicaron y al igual que los dos primeros, se reimprimieron en escala de grises en lugar de a todo color.
Los números del 58-100 de la serie "rediseñada en manga" se publicaron digitalmente como Sabrina Manga #1–43.

### Historias del pequeño Salem
En 2009 se publicó una miniserie de cuatro números sobre Salem cuando era un niño, antes de sus intentos de conquista y su transformación en un gato. Esta miniserie fue escrita por Ian Flynn e ilustrada por Chad Thomas. La miniserie continuó directamente la serie regular de Sabrina a partir el número 101, aunque con un título diferente conocido como The Magical Tales of Young Salem (Los cuentos mágicos del joven Salem). Esto se hizo como un método para reducir los costos en los puestos de periódicos y revistas. La nueva serie se basa parcialmente en una historia de dos partes que se produjo durante los números 93 y 94 en la serie manga de Sabrina, la cual fue una retrospectiva sobre la toma de poder casi lograda, iniciada por Salem. Con el número 104 se concluyó la primera miniserie de The Magical Tales of Young Salem pero aparentemente la serie de cómics se suspendió posteriormente por razones internas sin que se anunciaran más historias de Young Salem.

### New Riverdale
En 2015 se presentó "New Riverdale", reiniciando toda la línea original de Archie Comics en favor de una estética un poco más realista dirigida a lectores mayores. Sabrina debutó en "New Riverdale" con el cómic Jughead #9. Ella siguió apareciendo en los números 10 y 11. En diciembre de 2016 se anunció que un one-shot llamado Sabrina the Teenage Witch debutaría en marzo de 2017 como parte de la "temporada piloto" de Archie Comics. Este one-shot se habría aprobado para convertirse en una serie regular si hubiera suficiente interés de los fanáticos. Sin embargo, en mayo de 2017 se reveló que el one-shot fue cancelado sin intención de lanzarlo en alguna fecha posterior.

## Personajes
Esta es una lista y descripción de los personajes que aparecen en los cómics de Sabrina.

### Principales
- Sabrina Spellman: La protagonista de la serie. En los primeros cómics, ella es una chica bien intencionada pero lucha con la presión constante de ser más "maliciosa" por parte de todas las demás brujas que la rodean, especialmente sus tías, además de aprender a dominar sus poderes. Las encarnaciones posteriores de los cómics (y las derivaciones de otras multimedias) muestran a las brujas como personajes mayormente "bondadosos", incluidas sus tías, aunque Sabrina aún se esfuerza por dominar completamente sus poderes.
- Hilda Spellman: Tía de Sabrina. En los cómics originales, se la presenta vestida de bruja tradicional con una actitud más estereotipada, incluso es irritable, fastidia a los mortales (particularmente Harvey) y es propensa a usar sus poderes para vengarse o resolver pequeñas disputas. Los cómics de la década de 1990 atenuaron un poco su mal humor y modernizaron su vestimenta y apariencia física.
- Zelda Spellman: Tía de Sabrina. En los cómics originales, ella también estaba vestida con ropa de bruja estereotipada pero a diferencia de su hermana, era la más compasiva y amable de las dos. Al igual que ocurrió con Hilda, los cómics de la década de 1990 modernizaron su vestimenta y aspecto físico. En los primeros cómics, se suponía que debía encontrar un marido dentro de un año o perdería sus poderes.
- Harvey Kinkle: El novio de Sabrina, un mortal que ignora que Sabrina es una bruja. Él se presenta como alguien dulce y leal pero también propenso a los accidentes (de manera similar a Archie).
- Salem Saberhagen: El gato american shorthair de las Spellman. El nombre "Salem" es una referencia a los juicios de brujas de Salem de 1692. Los cómics publicados antes de finales de los años 1990 presentaron a Salem como un gato común y corriente de color naranja que no puede hablar. Desde finales de la década de 1990, Salem heredó las mismas características de su contraparte en la sitcom de televisión, así como el pelaje color negro. En esta nueva versión se indicaba que en el pasado era un brujo pero fue convertido en un gato doméstico como castigo por el Consejo de Brujas debido a que planeó conquistar el mundo, aumentando así la referencia hacia al origen de su nombre. Desde entonces permaneció transformado en un gato parlante con una actitud sarcástica y algo egocéntrica. Desde finales de la década de 1990, las reimpresiones de las historias anteriores de Sabrina en los compendios de Archie Comics por lo general cambian su color de pelo a negro.

### Otros personajes recurrentes
- Consejo de Brujas: Un consejo de poderosas brujas que supervisa a las demás brujas.
- Enchantra: La Reina de las Brujas y líder del Consejo de Brujas.
- Della: La bruja superior de las Spellmans. Siendo una figura de autoridad estricta y malhumorada, ella no aprueba que Sabrina use la magia para ayudar a otros. Aparece en gran parte en la primera serie de cómics.
- Rosalind: La archienemiga de Sabrina en los cómics originales de Archie's Mad House. Ella estaba constantemente compitiendo con Sabrina por los mismos chicos. En historias posteriores, su relación de adversidad se abandona. En cambio, Rosalind sería representada como una bruja adolescente y es mucho más amigable con Sabrina.

### Primos de Sabrina
- Ambrose: El primo de Sabrina, un brujo. Tenía un agudo sentido de la moda y teatralidad. En la serie animada de Filmation tenía una voz y gestos lánguidos. Él no aparece en ninguna de las versiones posteriores de los medios; su papel en los cómics ha sido reemplazado en gran parte por Salem desde mediados de la década de 1990. Desde entonces, ha reaparecido en Chilling Adventures of Sabrina junto con sus cobras familiares, Nag y Nagaina.
- Esmeralda: La prima más joven de Sabrina que también es una bruja pero tiene una actitud odiosa y malcriada. El personaje es similar a la joven prima de Sabrina en la sitcom de televisión, Amanda (interpretada por Emily Hart, la hermana menor de la actriz Melissa Joan Hart en la vida real).
- Brucie: La joven prima bromista mística de Sabrina en el cómic Sabrina the Teenage Witch #18 (1974) a la que ella debe cuidar como niñera.
- Al: El primo de Sabrina que se viste como cowboy. Utiliza la magia para ayudar a Harvey a tocar música en el cómic Sabrina the Teenage Witch #2 (1971).

### Personajes de las historias de Gravestone Heights
En una línea argumental de la década de 1990, Sabrina y sus tías se mudaron por un tiempo a la ciudad "Gravestone Heights" que está poblada por varios monstruos y criaturas.
- Eye-da: Una estudiante de Riverdale High que su cabeza es un globo ocular gigante. Apareció al menos dos veces a fines de la década de 1950 en las historias de Archie, por lo general solo como un remate visual inesperado al final de una historia típica con Betty y Veronica. Sin embargo, ella se convirtió en un personaje importante muchos años después en una reformulación de Sabrina the Teenage Witch. Cuando Sabrina y sus tías se mudaron a Gravestone Heights, una ciudad habitada por brujas, fantasmas y monstruos, Eye-da (que parecía menos fuera de lugar allí) se convirtió en una de las mejores amigas de Sabrina.
- Francine: La macabra amiga de Sabrina que se parece bastante a la Novia de Frankenstein.
- Cleara Glass: Una de las mejores amigas de Sabrina en las historias de Gravestone Heights. Ella es una chica invisible.
- Milton: El novio vampiro de Sabrina. En la lista del elenco original de los cómics de Gravestone Heights, Milton aparece mencionado como un amigo de Sabrina que es una momia y está "todo envuelto en sí mismo", mientras que el novio con estilo vampiro de Sabrina se llamaba Drac. En cómics posteriores, se explicó que Milton tenía que envolverse como una momia para protegerse de la luz del sol.
- Ms. Reaper: Una maestra en Gravestone Heights "cuyas pruebas son mortales".

### Personajes de las historias manga
- Batty Bartholomew: Apodado "Batty" porque originalmente se volvió un poco loco cuando su memoria fue borrada. Es uno de los líderes originales de Four Blades. Fue el tutor de Sabrina y la ayudó a volver a ser buena después de usar el lado oscuro de su varita. Sabrina restauró su memoria. Los "nuevos Four Blades" se han unido con los "antiguos Four Blades" una vez que Sabrina y los otros "nuevos Four Baldes" se dieron cuenta de las verdaderas intenciones del movimiento Four Blades.
- Libby Chessler: Una porrista, la archienemiga de Sabrina. Ella siempre está tratando de robar a Harvey de Sabrina. Fue introducida por medio de la sitcom de televisión y es similar a la versión de Rosalind de la serie de cómics originales. Más tarde se integró en los cómics regulares.
- Galiena: Maga, Czarina of Decree (es decir, ejecutora principal) del Consejo Mágico. Era la "jefa" de Sabrina cuando ella fue una pasante allí durante un verano.
- Llandra da Silva: Otra bruja adolescente y la mejor amiga de Sabrina. También vive en el reino mortal pero va a una escuela secundaria diferente. Ella estaba saliendo con Shinji Yamagi en un principio.
- Profesor Lunata: Un sátiro que es uno de los maestros en la Escuela Charm.
- Narayan: Un merman adolescente y el novio actual de LLandra. Sabrina le dio la posibilidad de caminar sobre la tierra. Se unió a Four Blades después de eso para acercarse a LLandra y también se hizo amigo de Sabrina y Shinji.
- Amy Reinhardt: Ella es una chica popular en la escuela secundaria de Sabrina quien a menudo compite con ella de varias formas, pero especialmente por la atención de Harvey. Apareció principalmente en los cómics de la década de 1990 y 2000 aunque su personaje es similar a Libby de la sitcom de televisión y Katy de la película de televisión de 1996.
- Gwenevive Ricci: Una mortal gótica y aspirante a bruja que es amiga de Sabrina.
- Reina Seles: Hechicera élfica y reina del Consejo Mágico. Después de que Seles fue "rescatada" por Nocturna y Salem, ella recorrió el Reino Mágico con una "familia" pero eso nunca incluyó a Salem. Nocturna leyó su mente creyendo que la amaba pero se dio cuenta de que todos sus pensamientos eran de guerra y destrucción. Le cuenta a Sabrina lo que realmente hicieron los Four Blades, así como su historia de cómo perdió toda su magia y por qué se está marchitando el Árbol de Maná.
- Shinji Yamagi: Un brujo adolescente a quien Sabrina conoció mientras asistía a una escuela de hechizos. Intenta competir con Harvey por el afecto de Sabrina.

## En otros medios

### Animación

#### Sabrina the Teenage Witch (1970)
En 1970, CBS lanzó una comedia animada de fantasía de superhéroes orientada a niños, The Sabrina the Teenage Witch Show, un derivado de su popular franquicia Archie. Incluyó cortometrajes con sus primos los Groovie Goolies, inspirados en Universal Horror y duró cuatro temporadas, con los Goolies derivando en su propia serie en 1971.

#### Sabrina: The Animated Series
Melissa Joan Hart quien personificó a Sabrina en la sitcom de 1996, también brindó la voz de las dos tías de Sabrina para la serie animada de 1999. Esta serie duró una temporada con 65 episodios, también se produjo la película animada para televisión Sabrina: Friends Forever y la serie secuela Sabrina's Secret Life. Tanto las series animadas y la película de Sabrina fueron todas producidas por DIC Productions, ahora llamada DHX Media. Esta serie está fuera de los cómics de Archie.

#### Sabrina: Secrets of a Teenage Witch
En 2011, Archie Comics anunció planes para producir una nueva serie animada basada en Sabrina the Teenage Witch que se lanzaría a finales de 2012. La serie contó con animación CGI que fue producida por MoonScoop, y una nueva imagen para los personajes de Sabrina. A partir de octubre de 2012, The Hub había recogido la serie, y finalmente debutó el 12 de octubre de 2013.

### Series con actores reales

#### Sabrina the Teenage Witch (1996)
En septiembre de 1996, la película de imagen real para televisión dio lugar a una serie de televisión homónima, Sabrina the Teenage Witch. Tanto la película para televisión como la sitcom fueron protagonizadas por Melissa Joan Hart como Sabrina. El hogar ficticio de la serie se trasladó a Westbridge, Massachusetts. Su apellido fue cambiado a Spellman y se declaraba entonces que su madre era una mujer mortal. Esta comedia se extendió durante siete temporadas e incluyó dos películas más para televisión y un lanzamiento de la banda sonora.

#### Riverdale
En el evento de San Diego Comic-Con, el 23 de julio de 2016 KJ Apa, quien interpreta a Archie Andrews en la versión más oscura y subversiva de imagen real sobre el cómic Archie, confirmó que Sabrina en algún momento aparecerá en la serie Riverdale de The CW. Originalmente se tenía previsto que Sabrina apareciera en la primera temporada de esta serie pero finalmente se decidió en contra ya que el showrunner Roberto Aguirre-Sacasa dijo que habría distraído del resto del episodio, aunque todavía está siendo considerada para una temporada posterior.

#### Chilling Adventures of Sabrina
En septiembre de 2017, se informó que Warner Bros. Television y Berlanti Productions estaban desarrollando para The CW una serie de televisión de imagen real basada en la serie de cómics Chilling Adventures of Sabrina con un estreno planificado para la temporada de televisión 2018-19. Sería una serie complementaria de Riverdale. Lee Toland Krieger dirigiría el piloto que estaba gionizado y escrito por Roberto Aguirre-Sacasa. Ambos son productores ejecutivos junto con Greg Berlanti, Sarah Schechter y Jon Goldwater. En diciembre de 2017 se informó que el proyecto se había trasladado a Netflix. Este servicio de streaming había ordenado dos temporadas, cada una con diez episodios. En enero de 2018 se anunció que Kiernan Shipka había firmado para desempeñar el papel principal de Sabrina Spellman en la serie. Esta serie de televisión tendría un tono más oscuro con una visión más fuerte sobre los personajes y la ambientación, al igual que el cómic homónimo.

### Películas

#### Sabrina the Teenage Witch (película de 1996)
En 1996, el cómic se adaptó a una película de imagen real homónima producida para televisión. En esta versión, Sabrina vivía en Riverdale en lugar de Greendale, como estaba en los cómics. Su apellido es Sawyer en lugar de Spellman, y también se dice que sus padres son brujos.

#### Sabrina Goes to Rome
Una película protagonizada por Melissa Joan Hart, sigue las andanzas en Roma de la bruja adolescente estadounidense Sabrina y su gato y ratón mágicos obsesionados con la comida, lugar que fue el último paradero conocido de su tía Sophia del siglo XVI.

#### Sabrina Down Under
En la tercera película de Sabrina, el personaje titular intenta salvar a las sirenas de la contaminación ambiental y a un hombre que intenta alterar los cursos de agua de Australia.

#### Película de imagen real
En 2004, Paramount Pictures originalmente planeaba hacer una película nueva. Sony Pictures anunció en abril de 2012 que producirían una película de imagen real que volverá a imaginar a Sabrina como una superheroína.